# ソーンドンマイル
ソーンドンマイル（Thorndon Mile）はニュージーランドのトレンサム競馬場で開催される芝1600メートルの競馬の競走である。グループ制ではG1に類される。出走条件は3歳以上馬。
1984年から1988年までジャルダンマイルハンデ、1989年から2年間はジャルダンモルガンマイルハンデの名称として施行され、1991年からは現在のレース名に改称されている。

## 歴代優勝馬
- 2025  Provence[1]
- 2024  Puntura[2]
- 2023  He's A Doozy[3]
- 2022  The Chosen One[4]
- 2021  Melody Belle[5]
- 2020  The Mitigator[6]
- 2019  Shadows Cast[7]
- 2018  Stolen Dance[8]
- 2017  Thee Auld Floozie[9]
- 2016  Kawi[10]
- 2015　Puccini[11]
- 2014　A Touch Of Ruby
- 2013　Historian
- 2012　Say No More
- 2011　Booming
- 2010　Wall Street
- 2009　Sir Slick
- 2008　Alamosa
- 2007　Sir Slick
- 2006　Macavelli Miss
- 2005　Maroofity
- 2004　Sir Kinloch
- 2003　Zvezda
- 2002　Giovana
- 2001　Tall Poppy
- 2000　Pace Invader